# Lucanus elaphus
Lucanus elaphus là một loài bọ cánh cứng trong họ Lucanidae.

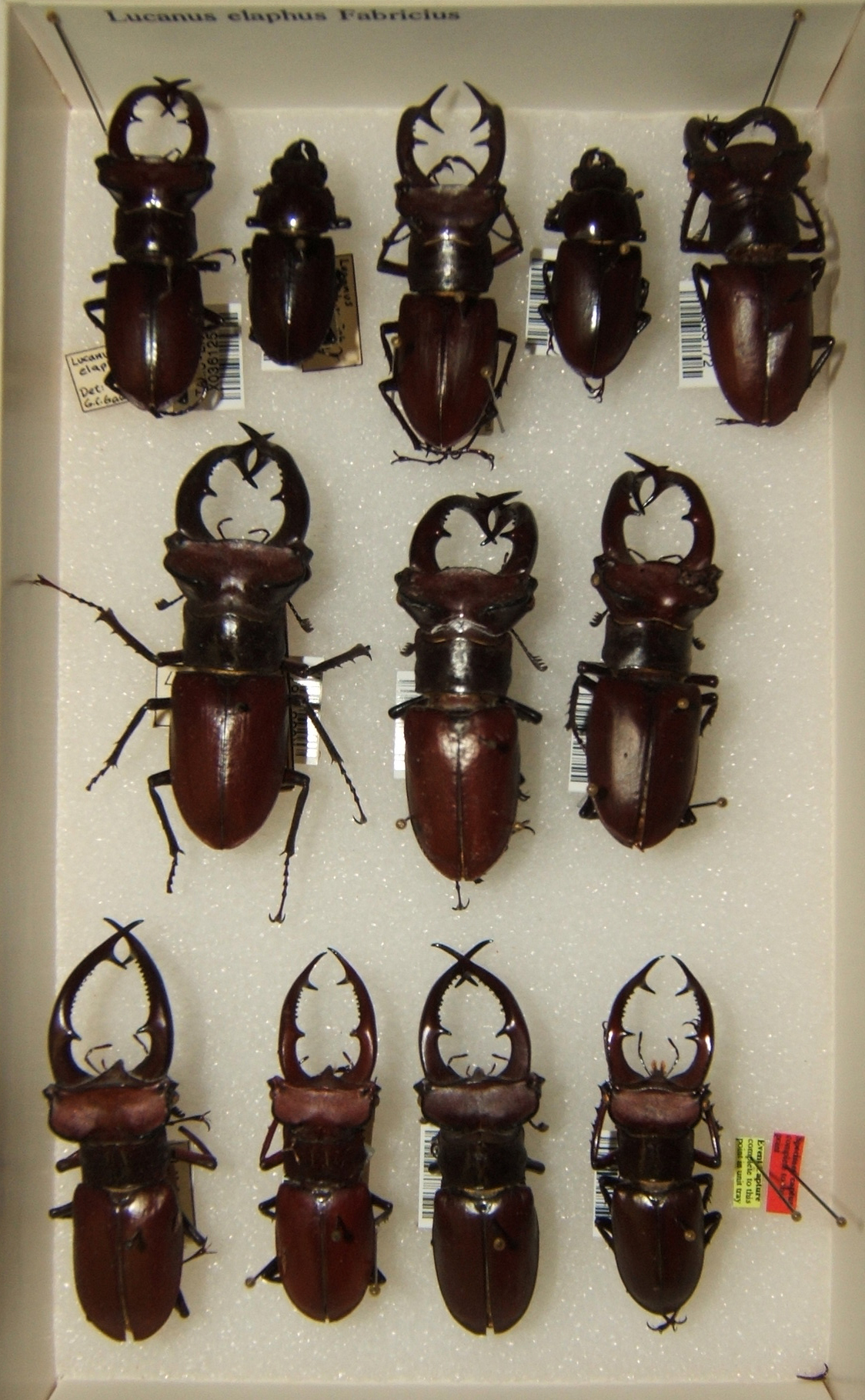
Lucanus elaphus variation